# Sydkurdiska
Sydkurdiska (کوردی خواریگ; kurdîy xwarîg), även pehlewani, (پەهلەوانی; pehlewanî) eller feyli (فه‌یلی; feylî) är ett kurdiskt språk eller dialekt som talas huvudsakligen i västra Iran och östra Irak. I Iran talas den i provinserna Kermanshah (Kirmaşan) och Ilam. I Irak talas den i regionen Khanaqin (Xaneqîn), ända ner till Mandali (Mendelî). Dialekten har mer än en miljon talare i staden Bagdad. Den talas även av den kurdiska kakayî-stammen (även kakavand) nära Kirkuk och av de flesta yarsanikurderna i Kermanshahprovinsen. Det finns också talare i Elburzbergen.
Sydkurdiska är oftast felaktigt benämnt sorani i Sverige.

## Dialekter
Sydkurdiskans dialekter är:
- Kermanshahi (kirmaşanî) talas huvudsakligen i västra Iran, i och runtom staden Kermanshah (Kirmaşan).
- Feyli (feylî), med hänvisning till Feylistammen; även kallad ilami, efter Ilamprovinsen. Talas i östra Irak i Khanaqin-regionen i Diyalaprovinsen nära den iranska gränsen, och i västra Iran i Ilamprovinsen samt delar av Kermanshahprovinsen, av Feylikurder. Mahaki är en subdialekt som talas av stammen Ali Sherwan (Beyrey) i Ilam, och av nästan alla feylikurder i Bagdad, Mandali, Badrah och Zorbatiah i Irak. Den delar många egenskaper med sorani.[4]
- Garrusi även kallad bijari (gerrûsî) (bijarî)
- Malekshahi (melikşayî)
- Sanjâbi (sincawî)  med hänvisning till  Sanjâbikurder.

## Alfabet
Modersmålstalare använder olika alfabet för att skriva sydkurdiska; de vanligaste är förlängningar av de vanliga kurdiska alfabeten.
Tilläggen består av en extra vokal, "ۊ" för perso-arabiskbaserade soranialfabetet och "ü" för latinbaserade hawaralfabetet.
| IPA | Latin letter | Arabic letter |
| --- | ------------ | ------------- |
| ʉː  | ü            | ۊ             |